# Рейс 77 American Airlines 11 сентября 2001 года
Рейс 77 American Airlines 11 сентября 2001 года — пассажирский авиарейс, который оказался захвачен в процессе совершения терактов 11 сентября 2001 года. Он стал третьим самолётом, задействованным в теракте. Авиалайнер Boeing 757-223 авиакомпании American Airlines выполнял ежедневный внутриконтинентальный рейс AAL77 по маршруту Вашингтон—Лос-Анджелес. Самолёт атаковал военное ведомство Пентагон (округ Арлингтон, штат Вирджиния). В результате катастрофы погибли 64 человека в самолёте и 125 на земле, ещё 106 человек на земле получили ранения различной степени тяжести.
Менее чем через 35 минут после взлёта захватчики выгнали обоих пилотов из кабины и заставили всех пассажиров и членов экипажа переместиться в хвостовую часть лайнера. Хени Хенджор, член «Аль-Каиды», прошедший подготовку пилотов, взял управление самолётом. Некоторые пассажиры смогли по мобильным телефонам дозвониться до родных и сообщить о захвате самолёта.
Лайнер врезался в западное крыло Пентагона в 09:37 EST. Все 64 человека на борту самолёта (включая 5 террористов) и 125 человек в здании Пентагона погибли, ещё 106 человек в здании Пентагона получили ранения. Десятки людей были свидетелями теракта, поэтому сообщения об этом стали поступать на службу 9-1-1 в течение нескольких минут. Из-за взрыва начался пожар, часть повреждённого фасада западного крыла рухнула. Восстановление Пентагона было завершено в 2002 году.
Память 184 жертв теракта была увековечена в мемориале Пентагона, расположенном рядом со зданием. На площади в 7800 м² разбит парк, содержащий 184 скамейки с именами погибших. Скамейки расположены в соответствии с годом рождения погибшего, начиная с 1930-го (71 год) и заканчивая 1998-м (3 года). Мемориал был открыт 11 сентября 2008 года.

## Угонщики

Хени Хенджор

На борту самолёта находились пять угонщиков:
- Хени Хенджор (англ. Hani Hanjour), 29 лет (Саудовская Аравия) — пилот.
- Наваф Аль-Хазми (англ. Nawaf Al-Hazmi), 25 лет (Саудовская Аравия).
- Салим Аль-Хазми (англ. Salem Al-Hazmi), 20 лет (Саудовская Аравия).
- Халид Аль-Михдар (англ. Khalid Al-Mihdhar), 26 лет (Саудовская Аравия).
- Маджед Мокид (англ. Majed Moqed), 24 года (Саудовская Аравия).

## Хронология событий

### Самолёт, экипаж и пассажиры

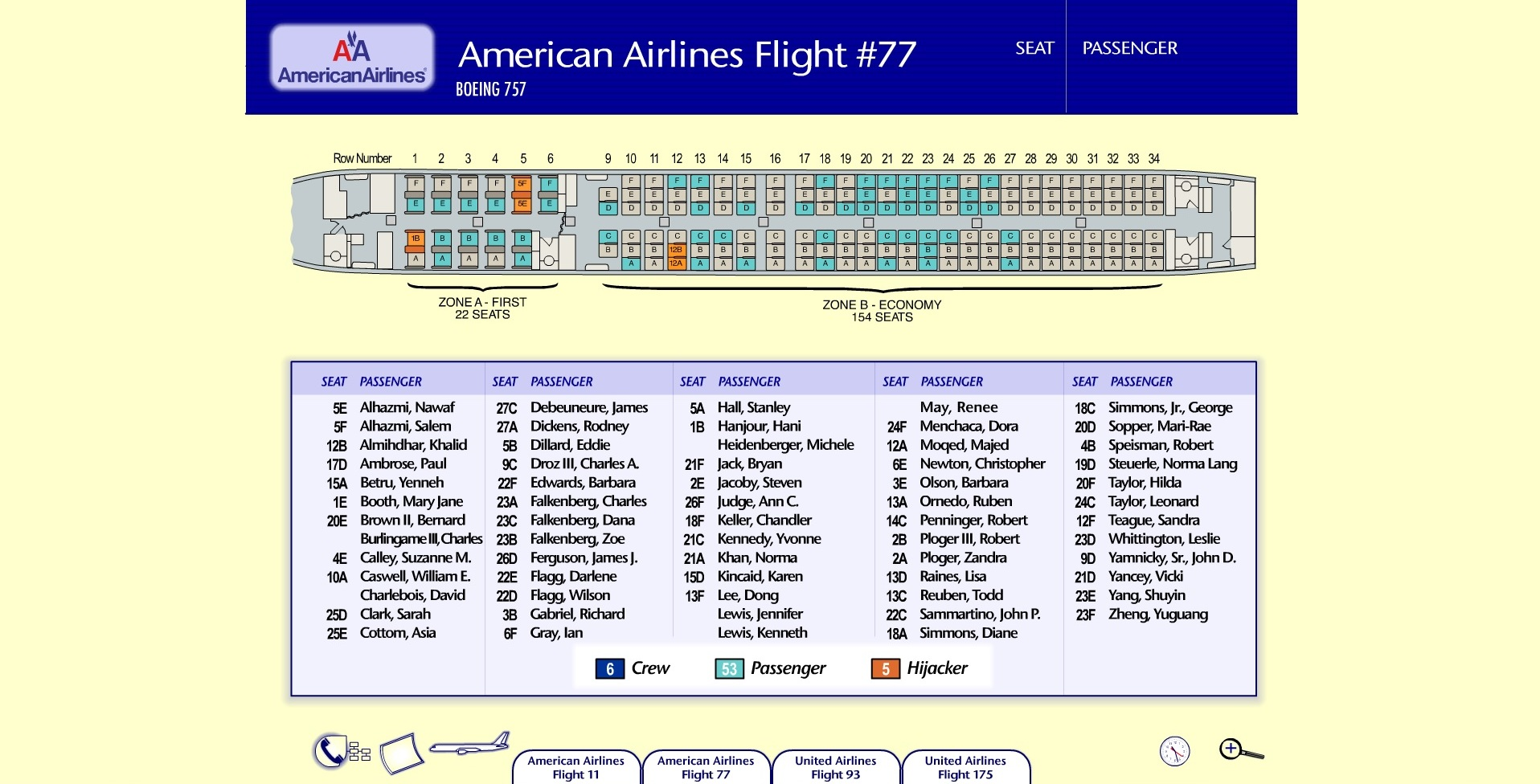
Список пассажиров рейса 77

В тот день рейс AAL77 совершал Boeing 757-223 (регистрационный номер N644AA, заводской 24602, серийный 365). Первый полёт совершил 25 апреля 1991 года, 8 мая того же года был передан авиакомпании American Airlines. Оснащён двумя турбовентиляторными двигателями Rolls-Royce RB211-535E4B. На день теракта/катастрофы совершил 11 789 циклов «взлёт-посадка» и налетал 33 432 часа.
Самолёт вмещал 188 пассажиров, однако, в тот день он был заполнен лишь на треть.
Состав экипажа рейса AAL77 был таким:
- Командир воздушного судна (КВС) — 51-летний Чарльз Ф. Берлингейм III[англ.] (англ. Charles F. Burlingame III). Выпускник военно-морской академии США, в American Airlines проработал 22 года (с 1979 года), до этого служил в авиации ВМС США, где пилотировал истребители F-4 Phantom.
- Второй пилот — 39-летний Дэвид М. Шарлебуа (англ. David M. Charlebois).

В салоне самолёта работали четверо бортпроводников:
- Мишель М. Хайденбергер (англ. Michele M. Heidenberger), 52 года — старший бортпроводник.
- Дженнифер Льюис (англ. Jennifer Lewis), 38 лет.
- Кеннет Льюис (англ. Kenneth Lewis), 49 лет.
- Рене А. Мэй (англ. Renee A. May), 39 лет.

Бортпроводники Кеннет и Дженнифер Льюисы являлись супружеской парой.
| Гражданство      | Пассажиры | Экипаж | Всего |
| ---------------- | --------- | ------ | ----- |
| США              | 47        | 6      | 53    |
| Китай            | 2         | 0      | 2     |
| Австралия        | 1         | 0      | 1     |
| Эфиопия          | 1         | 0      | 1     |
| Республика Корея | 1         | 0      | 1     |
| Великобритания   | 1         | 0      | 1     |
| Всего            | 53        | 6      | 59    |

Среди пассажиров на борту самолёта находилась известная телекомментатор и писательница Барбара Олсон.

### Посадка на рейс 077
Утром 11 сентября 2001 года все пятеро захватчиков прибыли в Вашингтонский аэропорт имени Даллеса. В 07:15 Халид Аль-Михдар и Маджед Мокид зарегистрировались на рейс AAL77 на стойке American Airlines и спустя 3 минуты подошли к зоне досмотра. При проходе обоих угонщиков через рамки сработал металлодетектор, после чего они были подвергнуты ручному досмотру. Мокида, при проходе которого продолжал звучать предупреждающий сигнал, также обыскали при помощи ручного металлоискателя.

Братья Наваф (в синей рубашке) и Салим аль-Хазми в аэропорту имени Даллеса

В 07:29 регистрацию на стойке прошли братья Салим и Наваф Аль-Хазми. Хени Хенджор зарегистрировался отдельно и подошёл к зоне досмотра в 07:35. Братья Аль-Хазми подошли чуть позже и также вызвали срабатывание металлодетектора. Сотрудник службы авиационной безопасности так и не смог выяснить, что стало причиной срабатывания (в позднее опубликованной видеозаписи видно, что в заднем кармане Навафа Аль-Хазми находился неопознанный предмет). По тогдашним правилам Федерального управления гражданской авиации США пронос в ручной клади универсальных ножей с лезвием до 4 дюймов был разрешён. Досмотр проводила фирма «Argenbright Security», работавшая по контракту с авиакомпанией United Airlines.
Ручная кладь всех угонщиков была подвергнута дополнительному досмотру. Хенджор, Аль-Михдар и Мокид были выбраны по критериям системы «Компьютеризированная система предварительной проверки пассажиров (англ. Computer Assisted Passenger Prescreening System, CAPPS)», а братьев Аль-Хазми досмотрели, поскольку они не смогли предоставить достаточного количества удостоверяющих личность документов, чем вызвали подозрения у агента на стойке регистрации. Хенджор, Аль-Михдар и Наваф Аль-Хазми были без багажа, а багаж Мокида и Салима Аль-Хазми был оставлен в аэропорту до тех пор, пока они не прошли на борт самолёта.
Рейс AAL77 должен был вылететь в 08:10, посадка производилась через выход D26. Помимо 5 угонщиков, на борту самолёта находились 59 человек (53 пассажира и 6 членов экипажа) — 26 мужчин, 22 женщины и 5 детей в возрасте от 3 до 11 лет. В 07:50 Мокид и Аль-Михдар сели в экономклассе, заняв места 12A и 12B соответственно. Позже Хенджор занял место 1B (в бизнес-классе), братья Наваф и Салим Аль-Хазми — места 5E и 5F (также в бизнес-классе) соответственно. Рейс AAL77 был отбуксирован от телетрапа и в 08:20 вылетел из Вашингтона с ВПП № 30.

### Захват
Комиссия по расследованию событий 11 сентября 2001 года установила, что угон рейса 077 произошёл между 08:51 и 08:54 (рейс AAL11 в это время уже врезался в Северную башню Всемирного торгового центра, а рейс UAL175 был захвачен только 5 минут назад). Последняя радиосвязь от самолёта с авиадиспетчерской службой состоялась в 08:50:51. В отличие от трёх других рейсов, сообщений о ранениях кого-либо или угрозах взрыва не поступало, и пилоты, возможно, были не убиты, а также согнаны в хвостовую часть самолёта вместе с бортпроводниками и пассажирами. В 08:54, когда рейс 077 пролетел над округом Пайк (Огайо), он начал отклоняться от нормальной заданной траектории и развернулся на юг, а через 2 минуты (в 08:56) у лайнера отключился транспондер. В этот момент угонщики установили автопилот самолёта на курс на восток в сторону Вашингтона.
Федеральное управление гражданской авиации США на тот момент знало о чрезвычайной ситуации на борту самолёта. Узнав о потере связи с рейсом 77, исполнительный вице-президент American Airlines Джерард Арпи (англ. Gerard Arpey) приказал всем ещё не вылетевшим рейсам авиакомпании на северо-востоке США отменить взлёт и оставаться на земле. Получив информацию о пропаже самолёта United Airlines (рейс UAL175) и заподозрив, что рейс 077 также был захвачен террористами, руководство American Airlines распространило запрет на вылеты своих рейсов на всю территорию США. Центр управления воздушным движением Индианаполиса, а также авиадиспетчеры American Airlines предприняли несколько неудачных попыток связаться с рейсом 077. В то время, когда самолёт был угнан, он пролетал над районом с ограниченным радиолокационным покрытием. Поскольку авиадиспетчеры не смогли связаться с самолётом по радио, официальный представитель в Индианаполисе заявил, что самолёт, возможно, разбился в 09:09.

### Телефонные звонки
Стюардесса Рене А. Мэй и пассажирка Барбара Олсон осуществили телефонные звонки с борта рейса 077. В 09:12 стюардесса Рене А. Мэй позвонила своей маме (Нэнси Мэй) в Лас-Вегас. Во время разговора, который длился почти 2 минуты, Рене ошибочно заявила, что её рейс «угнали шесть человек» и не объяснила, были ли собравшиеся вместе люди в хвосте самолёта членами экипажа, пассажирами или и теми, и другими. Мэй попросила свою маму связаться с American Airlines, что они с мужем незамедлительно сделали, однако авиакомпания American Airlines уже знала об угоне рейса 077.
Между 09:16 и 09:26 пассажирка Барбара Олсон позвонила своему мужу (Теодору Олсону) и сообщила, что самолёт был угнан, а у нападавших были ножницы и ножи. Она сообщила, что всех, включая пилотов, переместили в хвост самолёта и что угонщики не знают о её звонке. Через минуту звонок был прерван. Теодор Олсон связался с командным центром Министерства юстиции и безуспешно пытался связаться с генеральным прокурором Джоном Эшкрофтом. Примерно через 5 минут Барбара Олсон снова позвонила мужу и сказала ему, что «пилот» объявил, что самолёт угнан (возможно, Хенджор обратился по внутренней связи, не совершив той же ошибки, что Мухаммед Атта на рейсе AAL11 и Зияд Джаррах на рейсе UAL93, когда они пытались обратиться к пассажирам, но невольно связались с авиадиспетчерской службой; либо рядом с ней в этот момент сидел КВС Берлингейм III или второй пилот Шарлебуа), и спросила: Что я должна сказать пилоту?. Теодор Олсон спросил о её местонахождении, и она сообщила, что самолёт летит низко над жилым районом. Он сообщил ей об атаках на Всемирный торговый центр. Олсон молча восприняла эту новость, Теодор пытался выяснить, вызвано ли её молчание шоком. После того, как они выразили свои чувства и успокоили друг друга, звонок снова оборвался.
Скорость, манёвры, то, как он поворачивал, все мы думали в радиолокационной комнате, все мы, опытные авиадиспетчеры, что это был военный самолёт. Так нельзя летать на 757. Это небезопасно.

### Катастрофа

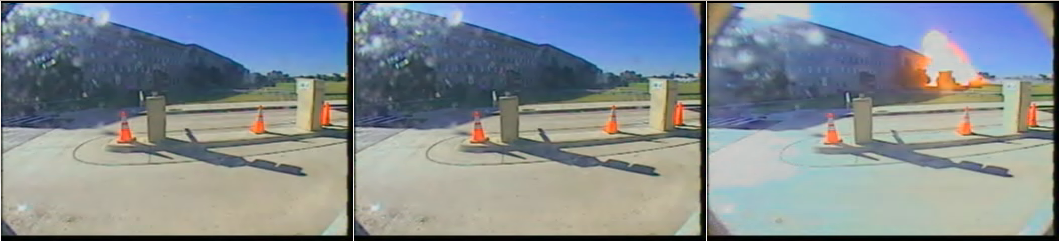
Момент тарана здания Пентагона

В 09:29 Хенджор отключил автопилот и начал управлять самолётом вручную. Рейс 077 был обнаружен диспетчерами Вашингтонского аэропорта имени Даллеса на экранах радаров в тот момент, когда он приближался к Вашингтону, быстро разворачиваясь и снижаясь; изначально диспетчеры подумали, что это военный истребитель (из-за высокой скорости и маневрирования).
Диспетчеры аэропорта имени Рональда Рейгана попросили пилотов пролетавшего неподалёку C-130 ВВС Нацгвардии США идентифицировать самолёт и отследить его полёт. Пилот C-130, подполковник Стивен О'Брайен, сказал им, что это был Boeing 757 или 767, и что его серебристый фюзеляж означал, что он, вероятно, принадлежит American Airlines. Ему было трудно различить лайнер в дымке восточного побережья, но затем он увидел «огромный» огненный шар и предположил, что он рухнул на землю. Подлетев к Пентагону, он увидел чёрный столб дыма над западным крылом здания и сообщил диспетчерам аэропорта имени Рональда Рейгана: Похоже, этот самолёт врезался в Пентагон, сэр.

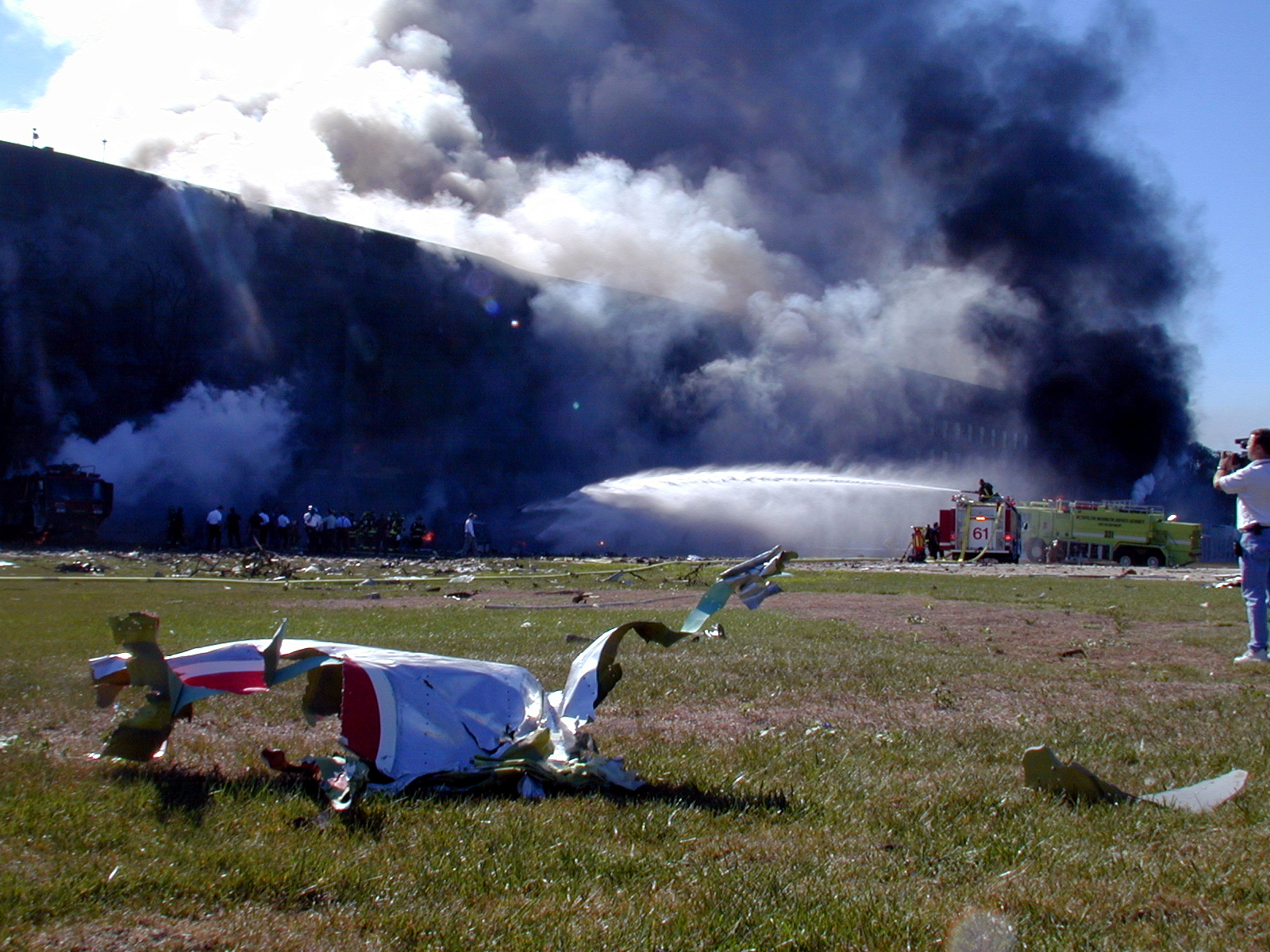
Обломки рейса AAL77 около западного крыла Пентагона

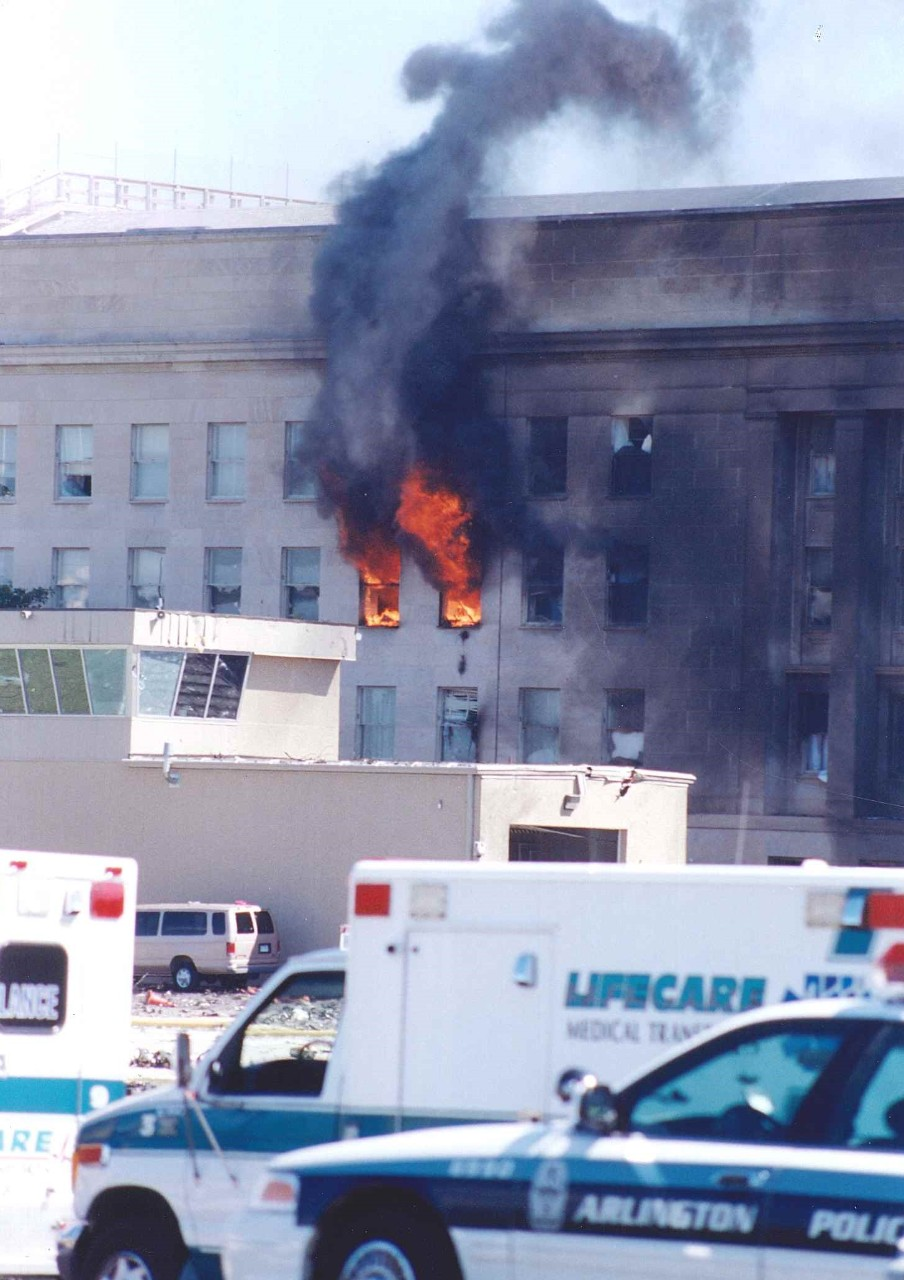
Пожар в Пентагоне

В 09:37:46 рейс AAL77 (под управлением Хени Хенджора) на скорости около 530 миль в час (850 км/ч) врезался в западный фасад здания Пентагона. Удар произошёл на уровне 1 этажа здания. Перед столкновением самолёт слегка накренился влево. Передняя часть фюзеляжа разрушилась сразу же при ударе. Помимо 64 человек на борту самолёта погибли ещё 125 человек в здании.

### Спасательная операция

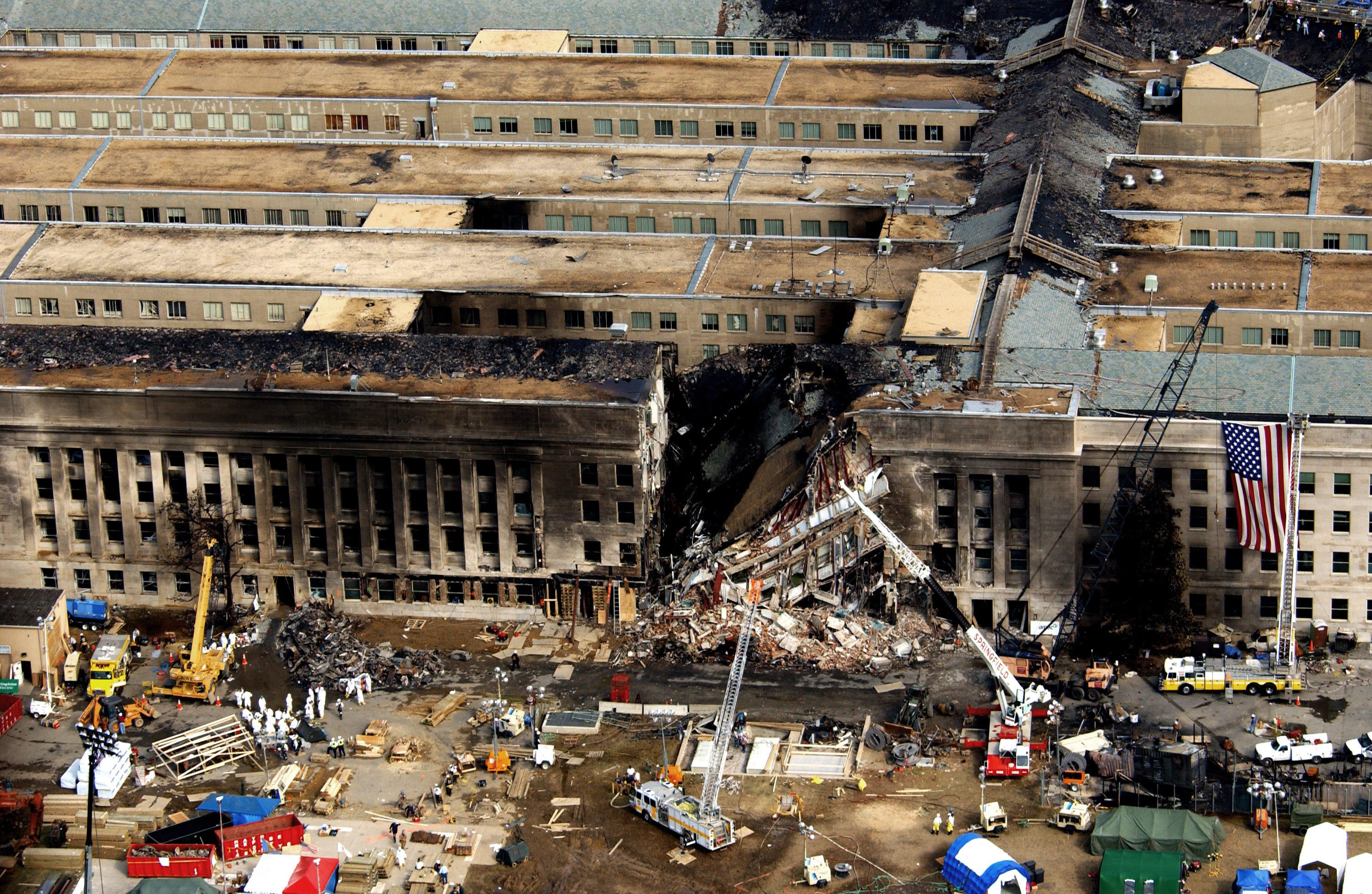
Разрушенное западное крыло Пентагона

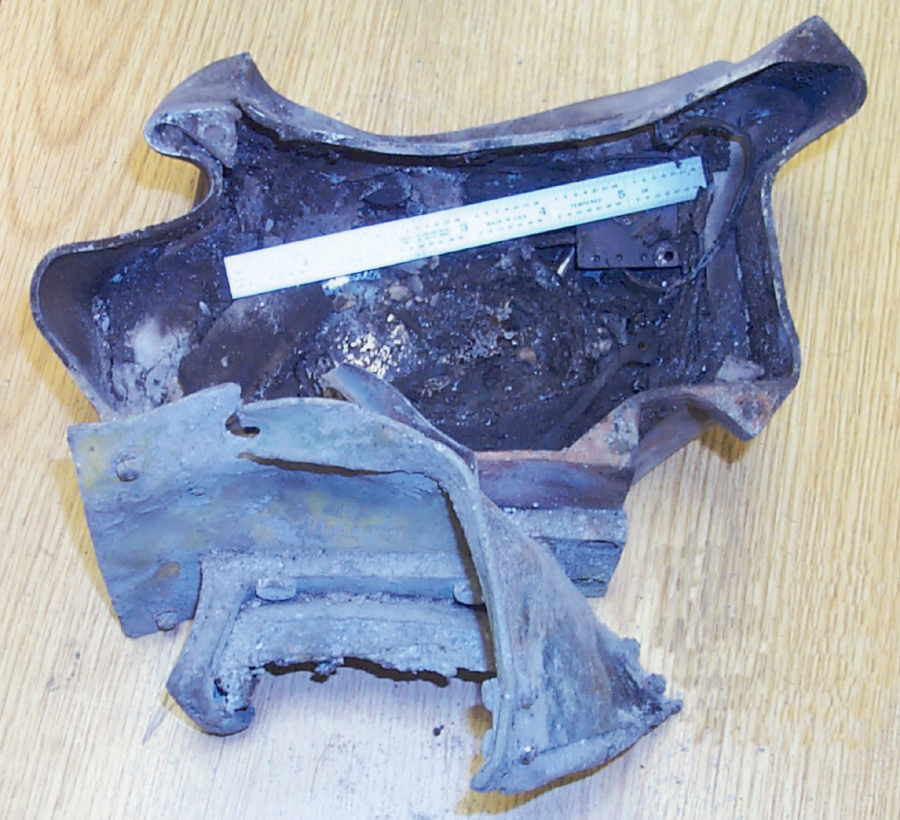
Обломок речевого самописца рейса 77

### Память

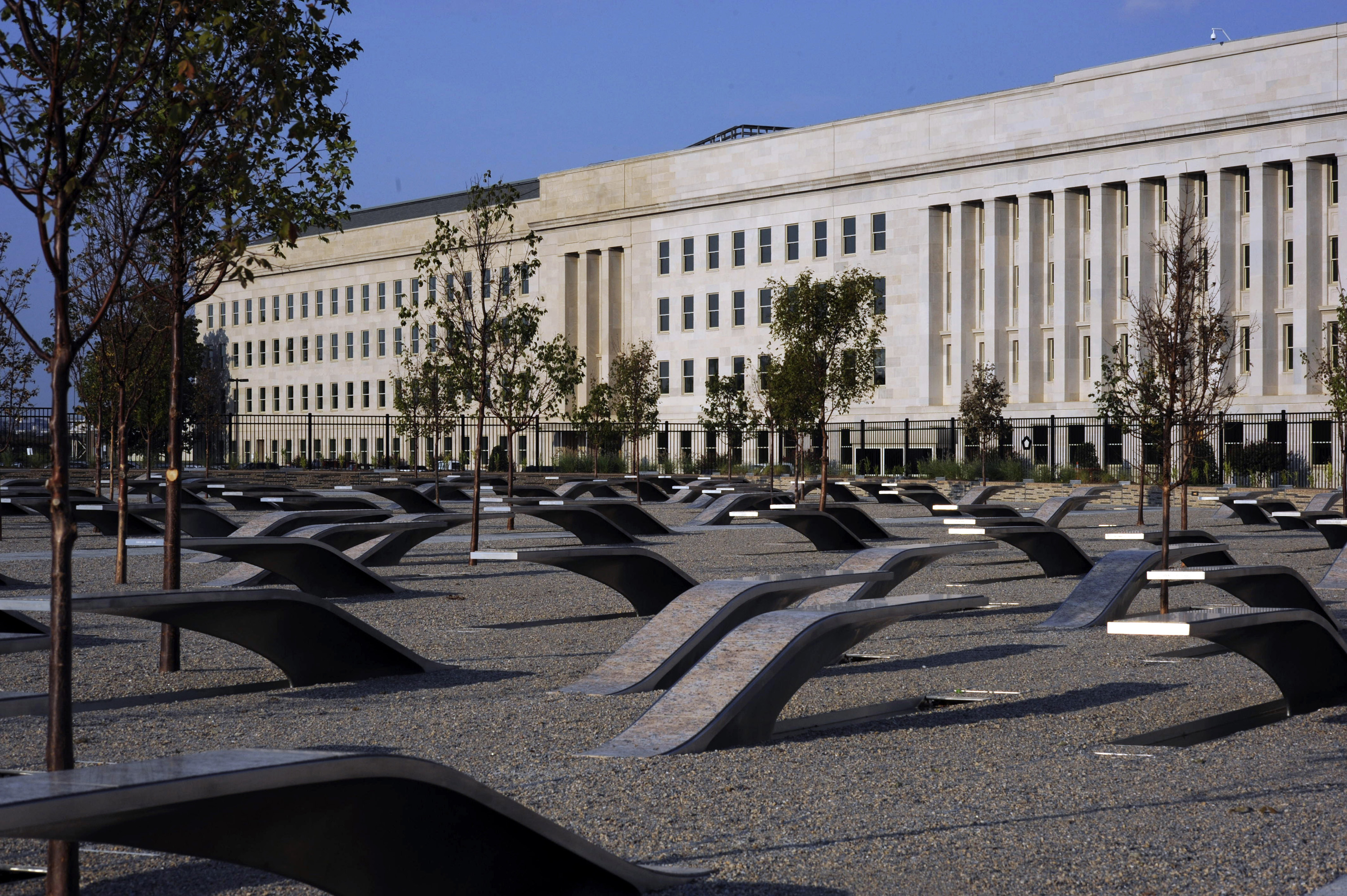
Мемориал Пентагона

Возле здания Пентагона установлены мемориальные доски в память о погибших пассажирах рейса 077 и работниках Пентагона.

## Культурные аспекты
- Теракт рейса 077 American Airlines отдельно от остальных (рейсы AAL11, UAL175 и UAL93) показан в двух документальных сериалах телеканала «National Geographic Channel» — Секунды до катастрофы (серия Пентагон 11 сентября) и Расследования авиакатастроф (серия 11 сентября: Атака на Пентагон).
- Также он наряду с рейсами 011, 175 и 093 упоминается в книге И. А. Муромова «100 великих авиакатастроф» в главе Катастрофы двух «Боингов-767» и двух «Боингов-757» в США.

### Комментарии
1. ↑  Гражданство всех пяти угонщиков не указано
2. ↑  Здесь и далее указано Североамериканское восточное время — EST